# The Final Destination
The final destination (Final destination 4) är en amerikansk skräckfilm från 2009 och är producerad av David R.Ells.

## Rollista
- Bobby Campo som Nick O'Bannon
- Shantel VanSanten som Lori Milligan
- Nick Zano som Hunt Wynorski
- Haley Webb som Janet Cunningham
- Mykelti Williamson som George Lanter
- Krista Allen som Samantha Lane
- Andrew Fiscella som Andy Kewzer
- Justin Welborn som Carter Daniels
- Stephanie Honore som Nadia Monroy
- Lara Grice som Cynthia Daniels
- Jackson Walker som Jonathan Groves

## Musik

### Ljudspår
Ljudspårs Albumet släpptes den 25 augusti 2009 tre dagar före filmens biopremiär i USA, enligt skivbolaget offentliga JVC / Sony Music Australia . Albumet består av 23 Ljudspår komponerade och mixade av Brian Tyler . Han tog över musik serien efter tidig död av kompositören för de tre första filmerna, Shirley Walker.

### Musik i filmen men inte på cd
- "Devour" av Shinedown
- "How the Day Sounds" av Greg Laswell
- "Burning Bridges" av Anvil
- "Why Can't We Be Friends?" av War
- "Don't You Know" av Ali Dee och the Deekompressors
- "Faraway" av Dara Schindler
- "Dream of Me" av Perfect
- "Make My" av The Roots
- "The Stoop" av Little Jackie
- "Sweet Music" av Garrison Hawk
- "Corona and Lime" av Shwayze
- "Make You Crazy" av Brett Dennen

### CD.n
CD har musik sammansatt av Brian Tyler , bortsett kommersiellt utgivna låtar som var med i filmen.
1. "The Final Destination" – 2:56
2. "The Raceway" – 3:07
3. "Memorial" – 2:46
4. "Nailed" – 3:22
5. "Nick's Google Theory" – 1:30
6. "Revelations" – 2:28
7. "Raceway Trespass" – 1:39
8. "Stay Away from Water" – 2:38
9. "Flame On" – 1:43
10. "Moment of Joy" – 1:17
11. "Signs and Signals" – 2:51
12. "George Is Next" – 1:12
13. "Car Washicide" – 3:05
14. "Newspaper Clues" – 1:57
15. "Premonition" – 1:50
16. "The Salon" – 3:53
17. "Questioning" – 1:04
18. "Death of a Cowboy" – 2:08
19. "Gearhead" – 1:56
20. "Sushi for Everyone" – 2:53
21. "The Movie Theater" – 3:03
22. "You Can't Dodge Fate" – 1:28
23. "The Final Destination Suite" – 13:29

## Övriga filmer i serien
- Final Destination (2000)
- Final Destination 2 (2003)
- Final Destination 3 (2006)
- Final Destination 5 (2011)